# ART Europe
ART Europe, är en TV-kanal tillhörande Arab Radio and Television Network. Kanalens målgrupp är araber av olika nationaliteter bosatta i Europa.